# Chorizopes khandaricus
Chorizopes khandaricus – gatunek pająka z rodziny krzyżakowatych.

## Taksonomia
Gatunek ten opisany został po raz pierwszy w 2001 roku przez Ritę Bhandari i Pawana U. Gajbe na łamach „Records of the Zoological Survey of India” pod nazwą Chorizopes tikaderi. Epitet gatunkowy nadano na cześć indyjskiego arachnologa Benoya Krishny Tikadera. Nazwa ta została jednak już wcześniej nadana innemu gatunkowi w 1974 roku przez Gulshana Lala Sadanę i Manjita Kaura. W związku z tym Gajbe nadał w 2005 roku omawianemu taksonowi nową nazwę Chorizopes khandaricus. Jako miejsce typowe wskazano Khandari w Jabalpurze w Indiach. Nowy epitet gatunkowy pochodzi od lokalizacji typowej.

## Morfologia
Pająk ten osiąga 4,3 mm długości ciała przy karapaksie długości 1,6 mm i szerokości 1,8 mm oraz opistosomie (odwłoku) długości 3,1 mm i szerokości 3 mm. Karapaks jest rudobrązowy z ciemnymi łatami, o części głowowej zwężonej i lekko wyniesionej, zaopatrzonej w ośmioro oczu rozmieszczonych w dwóch szeregach. Oczy pary bocznej leżą znacznie bardziej z przodu niż pary środkowej danego szeregu. Oczy par środkowych rozmieszczone są na planie niemal kwadratowym. Przysadziste szczękoczułki mają brązowy kolor. Ciemnobrązowa warga dolna ma kształt szerszego niż dłuższego trójkąta. Szczęki są ciemnobrązowe z rozjaśnionymi krawędziami wewnętrznymi. Odnóża są rudobrązowe z poprzecznymi czarnymi łatami na udach. Opistosoma jest rudobrązowa, na wierzchu z czarniawymi łatkami, na spodzie z kredowobiałymi kropkami.

## Rozprzestrzenienie
Pajęczak orientalny, endemiczny dla Indii, znany tylko ze stanu Madhya Pradesh.